# Paolo Rotondo (giocatore di calcio a 5)
Paolo Rotondo (Conversano, 14 aprile 1983) è un giocatore di calcio a 5 italiano.

## Carriera

### Club
Laterale offensivo ambidestro, fa della versatilità la sua principale caratteristica. Cresciuto nella squadra di calcio della sua città natale, gioca in Eccellenza e in Serie D con le maglie di Conversano e Rutigliano. Nel 2005 abbandona il calcio per il calcio a 5, accordandosi con l'Azzurri Conversano in Serie B. Per sei stagioni gioca con varie squadre pugliesi nella medesima categoria finché nel 2011 viene acquistato dallo Sport Five in Serie A. Nella massima serie gioca per due stagioni con le maglie di Sport Five e Verona. Dopo una breve parentesi con la Libertas Eraclea in Serie A2, nel dicembre del 2013 si trasferisce in Serie B alla Virtus Rutigliano con cui tre anni più tardi conquista la promozione in Serie A2.

### Nazionale
Con la Nazionale di calcio a 5 dell'Italia Rotondo ha giocato un'unica partita, debuttando il 19 settembre 2012 nell'amichevole vinta dagli azzurri per 3-2 contro la Serbia.